# Eleonora di Hohenzollern
Eleonora di Hohenzollern (Königsberg, 21 agosto 1583 – Berlino, 9 aprile 1607) è stata una principessa prussiana.

## Biografia
Eleonora nacque il 21 agosto 1583 a Königsberg; era la quarta figlia del duca di Prussia Alberto Federico e della consorte Maria Eleonora di Jülich-Kleve-Berg. Crebbe assieme alle sorelle nel Palazzo Reale di Königsberg.
Il 2 novembre 1603 sposò a Berlino, per motivi politici, l'elettore di Brandeburgo Gioacchino Federico, di cui divenne la seconda moglie dopo la morte di Caterina di Brandeburgo-Küstrin, la quale lo aveva lasciato vedovo il 30 settembre 1602. Da un lato, suo marito sperava di rafforzare la sua influenza nel Ducato di Prussia, dove fungeva da reggente per il suocero malato di mente, dall'altro sperava nell'eredità materna della moglie. Ella scelse come proprio cancelliere Johann von Löben.
Diede al marito una sola figlia a cui venne dato il nome della nonna materna:
- Maria Eleonora (Cölln, 1º aprile 1607-Kreuznach, 18 febbraio 1675), che sposò Luigi Filippo di Simmern.

Eleonora morì otto giorni dopo aver dato alla luce sua figlia, il 9 aprile 1607 a Berlino, all'età di soli ventiquattro anni. Dopo i solenni funerali, la salma venne sepolta il 26 aprile seguente nella cripta degli Hohenzollern del Duomo di Berlino.

## Ascendenza
|                                     |                       |                              | Genitori                           |  |  | Nonni |  |  | Bisnonni                          |  |  | Trisnonni                  |  |
|                                     |                       |                              |                                    |  |  |       |  |  | Federico I di Brandeburgo-Ansbach |  |  | Alberto III di Brandeburgo |  |
|                                     |                       |                              |                                    |  |  |       |  |  | Federico I di Brandeburgo-Ansbach |  |  | Alberto III di Brandeburgo |  |
|                                     |                       | Anna di Sassonia             |                                    |  |  |       |  |  | Federico I di Brandeburgo-Ansbach |  |  |                            |  |
| Alberto I di Prussia                |                       |                              |                                    |  |  |       |  |  | Federico I di Brandeburgo-Ansbach |  |  |                            |  |
|                                     |                       | Sofia di Polonia             | Casimiro IV di Polonia             |  |  |       |  |  |                                   |  |  |                            |  |
|                                     |                       | Sofia di Polonia             | Casimiro IV di Polonia             |  |  |       |  |  |                                   |  |  |                            |  |
|                                     |                       | Sofia di Polonia             | Elisabetta d'Asburgo               |  |  |       |  |  |                                   |  |  |                            |  |
| Alberto Federico di Prussia         |                       | Sofia di Polonia             |                                    |  |  |       |  |  |                                   |  |  |                            |  |
|                                     |                       | Eric I di Brunswick-Lüneburg | Guglielmo IV di Brunswick-Lüneburg |  |  |       |  |  |                                   |  |  |                            |  |
|                                     |                       | Eric I di Brunswick-Lüneburg | Guglielmo IV di Brunswick-Lüneburg |  |  |       |  |  |                                   |  |  |                            |  |
|                                     |                       | Eric I di Brunswick-Lüneburg | Elisabetta di Stolberg-Wernigerode |  |  |       |  |  |                                   |  |  |                            |  |
| Anna Maria di Brunswick-Lüneburg    |                       | Eric I di Brunswick-Lüneburg |                                    |  |  |       |  |  |                                   |  |  |                            |  |
|                                     |                       | Elisabetta di Brandeburgo    | Gioacchino I di Brandeburgo        |  |  |       |  |  |                                   |  |  |                            |  |
|                                     |                       | Elisabetta di Brandeburgo    | Gioacchino I di Brandeburgo        |  |  |       |  |  |                                   |  |  |                            |  |
|                                     |                       | Elisabetta di Brandeburgo    | Elisabetta di Danimarca            |  |  |       |  |  |                                   |  |  |                            |  |
| Eleonora di Prussia                 |                       | Elisabetta di Brandeburgo    |                                    |  |  |       |  |  |                                   |  |  |                            |  |
|                                     | Giovanni III di Kleve | Giovanni II di Kleve         |                                    |  |  |       |  |  |                                   |  |  |                            |  |
|                                     | Giovanni III di Kleve | Giovanni II di Kleve         |                                    |  |  |       |  |  |                                   |  |  |                            |  |
|                                     | Giovanni III di Kleve | Matilde d'Assia              |                                    |  |  |       |  |  |                                   |  |  |                            |  |
| Guglielmo di Jülich-Kleve-Berg      | Giovanni III di Kleve |                              |                                    |  |  |       |  |  |                                   |  |  |                            |  |
|                                     |                       | Maria di Jülich-Berg         | Guglielmo di Jülich-Berg           |  |  |       |  |  |                                   |  |  |                            |  |
|                                     |                       | Maria di Jülich-Berg         | Guglielmo di Jülich-Berg           |  |  |       |  |  |                                   |  |  |                            |  |
|                                     |                       | Maria di Jülich-Berg         | Sibilla di Hohenzollern            |  |  |       |  |  |                                   |  |  |                            |  |
| Maria Eleonora di Jülich-Kleve-Berg |                       | Maria di Jülich-Berg         |                                    |  |  |       |  |  |                                   |  |  |                            |  |
|                                     |                       | Ferdinando I d'Asburgo       | Filippo I d'Asburgo                |  |  |       |  |  |                                   |  |  |                            |  |
|                                     |                       | Ferdinando I d'Asburgo       | Filippo I d'Asburgo                |  |  |       |  |  |                                   |  |  |                            |  |
|                                     |                       | Ferdinando I d'Asburgo       | Giovanna di Castiglia              |  |  |       |  |  |                                   |  |  |                            |  |
| Maria d'Austria                     |                       | Ferdinando I d'Asburgo       |                                    |  |  |       |  |  |                                   |  |  |                            |  |
|                                     |                       | Anna Jagellone               | Ladislao II di Boemia              |  |  |       |  |  |                                   |  |  |                            |  |
|                                     |                       | Anna Jagellone               | Ladislao II di Boemia              |  |  |       |  |  |                                   |  |  |                            |  |
|                                     |                       | Anna Jagellone               | Anna di Foix-Candale               |  |  |       |  |  |                                   |  |  |                            |  |
|                                     |                       | Anna Jagellone               |                                    |  |  |       |  |  |                                   |  |  |                            |  |